# Irmgard Hauser-Köchert
Irmgard Hauser-Kochert (Viena, 27 de marzo de 1928-desconocido, 20 de marzo de 2015, seudónimo: Nanu) fue una historiadora del arte austriaca especializada en el arte austriaco de la primera mitad del siglo XIX.

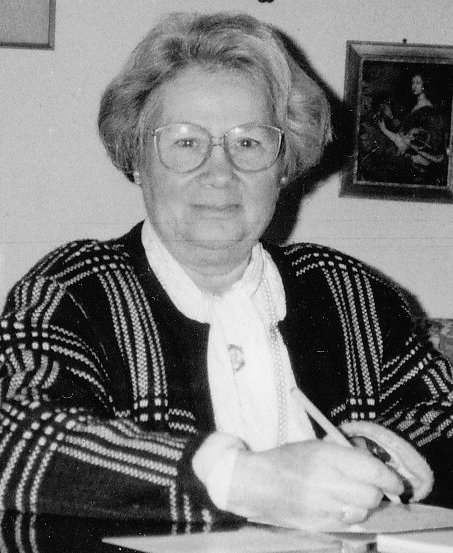
Irmgard Hauser-Köchert

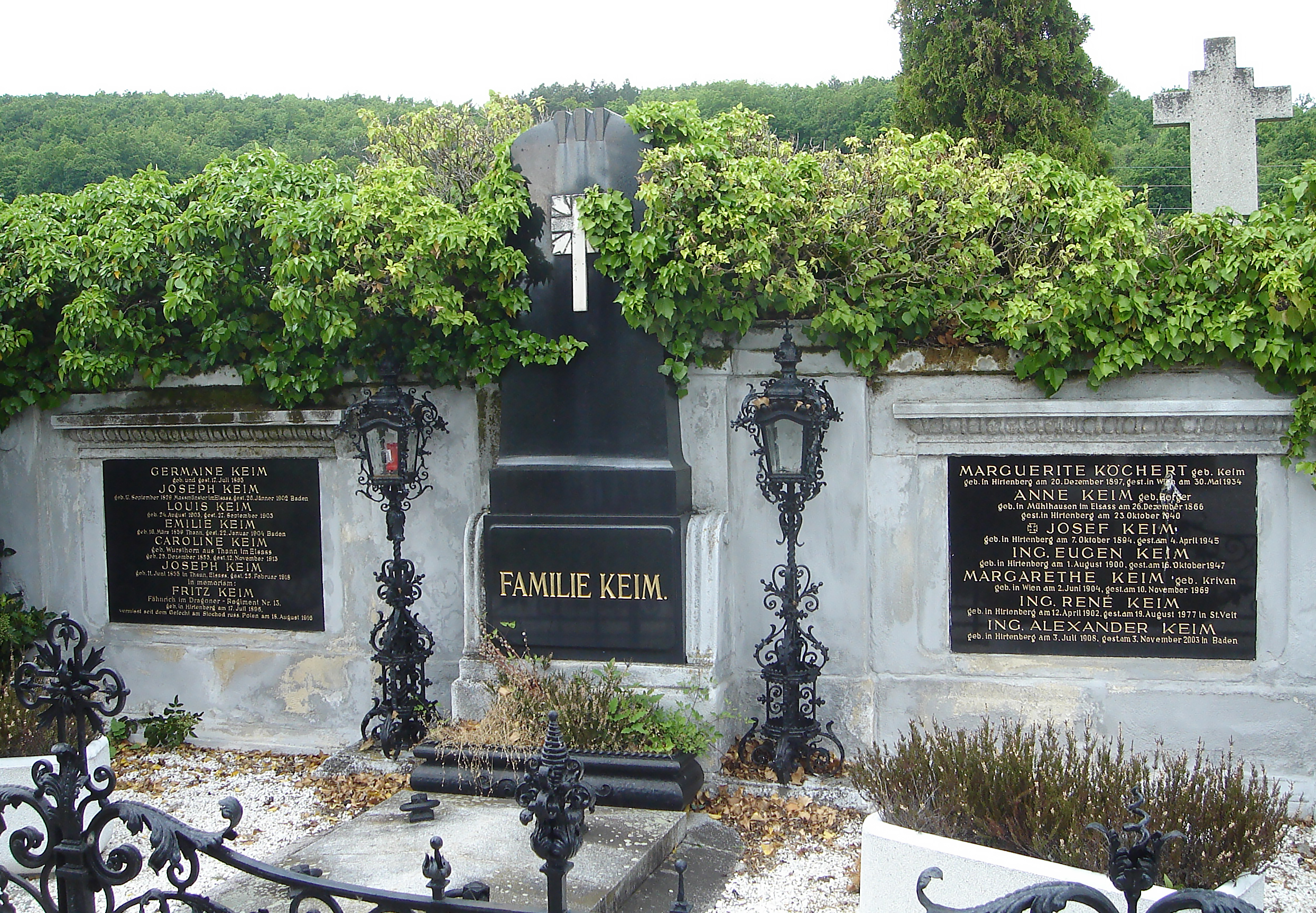
Marguerite Köchert (primera fila a la derecha); Tumba de la familia Keim, Hirtenberg

## Vida
Irmgard Köchert era hija de Gerhard Köchert (1887 hasta después de 1967) y su esposa Margarete Keim (1897-1934). Su padre era hijo de Theodor Köchert (1859-1936) y Barbara Flesch (nacida en1856). Nacido en segundas nupcias, Gerhard Köchert no estaba destinado a incorporarse a la empresa familiar (A. E. Köchert), sino que cursó una carrera universitaria de ingeniería y emprendió con éxito una carrera técnica como empleado y empresario.
Margarete (Marguerite) Köchert, nacida en la familia del fabricante textil alsaciano Joseph Keim (1855-1918) en Hirtenberg (Triestingtal), se arrojó desde el hueco de una ventana de la catedral de San Esteban de Viena el 30 de mayo de 1934. Se supuso que era un suicidio, ya que el divorcio de su marido, que había tenido lugar semanas antes, era un motivo evidente.
Irmgard Hauser-Köchert estudió historia del arte y arqueología en la Universidad de Viena con Karl Maria Swoboda de 1946 a 1951. Se graduó con distinción y se doctoró en 1951 con una tesis sobre Peter Nobile.
Tras su matrimonio en 1952 con Maximilian Hauser (1924-2021), doctor en Derecho, tuvo cuatro hijas ( 1953, 1956, 1960 y 1962). Durante esta fase de fundación familiar participó en la creación de la primera escuela Rudolf Steiner en Viena en 1963. También apoyó y ayudó a los niños de la escuela de ciegos de Viena de 1974 a 1976 y fue miembro durante mucho tiempo del Servicio Hospitalario de los Johanniter (orden de Malta).
A partir del descubrimiento de antiguos dibujos de joyas y libros de clientes de los joyeros de la corte vienesa A. E. Köchert, se ocupó intensamente con la historia de la fundación y el desarrollo de esta empresa y de la evolución general de las artes y la artesanía austriacas desde el Barroco hasta el siglo XIX. Escribió artículos sobre la empresa A. E. Köchert para exposiciones en Halbturn, en la Hermesvilla y en el museo de orfebrería (Gold- und Silberschmiedemuseum) de Viena, así como en numerosos catálogos de exposiciones.
Desde 1995 trabajaba en la biografía de Joseph Mayseder (1789-1863), uno de los mejores violinistas vieneses de la época del Congreso de Viena (1815-1835) y suegro del joyero Alexander Köchert.
Fue la iniciadora de la exposición de caricaturas "El Wilhelm Busch de Aussee" (en alemán: "Der Wilhelm Busch von Aussee" con caricaturas del k.k. maestro sombrerero k.u.k. (imperial y real) Gustav August Ritter de alrededor de 1870 en el Kammerhofmuseum, el museo de historia local de Bad Aussee en 2005.

## Obras
- Peter Nobile: sein Werdegang und seine Entwicklung mit besonderer Berücksichtigung seines Wiener Schaffens, Dissertation, Universität Wien 1951.
- Im Stil der Grossen Meister: Renaissanceschmuck im Wiener Hofstil des 19. Jahrhunderts. In: Die Kunst, n° 4, April 1988, S. 285–287
- Köchert – Imperial Jewellers in Vienna. Jewellery designs 1810-1940 S.P.E.S. Studio Per Edizioni Scelte, Firenze 1990 (526 S.)

Artículos en catálogos de exposiciones:
- Beitrag im Katalog der Ausstellung Moderne Vergangenheit Wien 1800-1900: Möbel, Metall, Keramik, Glas, Textil, Entwürfe. Künstlerhaus Wien, 1981
- Beitrag im Katalog der Niederösterreichischen Landesausstellung Kaiser Franz Joseph I u. II, Schloss Grafenegg 1984 und 1987
- Cadeau à la Cour Imperial d'Autriche, im Katalog der Europalia 87-Österreich, Brüssel 1987
- Die Hofjuweliere Pioté et Köchert 1807-1848, im Katalog der Sonderausstellung Bürgersinn und Aufbegehren – Biedermeier und Vormärz in Wien, Historisches Museum der Stadt Wien, 1988, S. 299–300
- Kaiserliche Geschenke, im Katalog zur Ausstellung im Schloßmuseum Linz, Oberösterreichische Landesmuseen Linz 1988
- Beitrag im Katalog der Ausstellung über die Schmuckentwicklung der Firma A. E. Köchert, Österreichisches Tabakmuseum Wien, 1990